# Babolsar
Babolsar este un oraș din Iran.